# Хајкендорф
Хајкендорф (њем. Heikendorf) општина је у њемачкој савезној држави Шлезвиг-Холштајн. Једно је од 84 општинска средишта округа Плен. Према процјени из 2010. у општини је живјело 8.248 становника. Посједује регионалну шифру (AGS) 1057025, NUTS (DEF0A) и LOCODE (DE HED) код.

## Географски и демографски подаци
Хајкендорф се налази у савезној држави Шлезвиг-Холштајн у округу Плен. Општина се налази на надморској висини од 19 метара. Површина општине износи 14,7 km². У самом мјесту је, према процјени из 2010. године, живјело 8.248 становника. Просјечна густина становништва износи 560 становника/km².

## Међународна сарадња
| Мјесто      | Држава   | Врста сарадње | Од    |
| ----------- | -------- | ------------- | ----- |
| Роја        | Летонија | контакт       | 2000. |
| Вејке-Марја | Естонија | контакт       | 2000. |
| Извор       |          |               |       |